# Trigema
Trigema a.s., zkráceně Trigema, je česká investiční skupina (resp. holdingová společnost). Byla založena 27. května 1994, původně jako společnost s ručením omezeným.

## Charakteristika
Trigema je původem česká společnost založena v roce 1994. Z malé lokální firmy Trigema vyrostla v akciovou společnost. Primárně se specializuje na development a stavebnictví, ale má přesah i do dalších oblastí jakým jsou nemovitostní fondy, venture kapitály nebo cestovní ruch. Skupina k roku 2022 vlastnila aktiva v hodnotě 6,2 miliardy korun.

## Vlastníci
Původními společníky byli rovným dílem Ing. Marcel Soural a Ing. Jaroslav Zeman. Zemanův podíl v roce 2006 získala společnost Marve, s.r.o., která v roce 2017 se společností Trigema a.s. splynula fúzí. Po tranformaci na akciovou společnost v roce 2007 již nejsou vlastníci v obchodním rejstříku uvedeni, Ing. Marcel Soural je v roce 2024 předsedou představenstva, někde je zmiňován jako jediný akcionář.  

## Projekty
K významným projektům developera patří:
- TOP TOWER[4]
- Cyberdog[5]
- Monínec[6]
- Realitní agregátor Flatzone[7]
- Budova Fragment[8]
- Lihovar Smíchov[9]